# Chalona (biología)
Sustancia producida por las células maduras que ejerce un control del crecimiento intracelular al inhibir la mitosis. El crecimiento de los tejidos está sujeto a un equilibrio entre las sustancias inhibidoras y las activadoras, configurando el sistema chalona-antichalona. Los procesos inflamatorios producen, en general, un aumento de las sustancias antichalona que permiten la proliferación y regeneración de las células.